# Liste der Baudenkmale in Gremersdorf-Buchholz
In der Liste der Baudenkmale in Gremersdorf-Buchholz sind alle Baudenkmale der Gemeinde Gremersdorf-Buchholz im Landkreis Vorpommern-Rügen und ihrer Ortsteile aufgelistet. Grundlage ist die Veröffentlichung der Denkmalliste des Landkreises Vorpommern-Rügen, Auszug aus der Kreisdenkmalliste vom August 2015.

## Angerode
| ID | Lage                         | Bezeichnung | Beschreibung | Bild |
| -- | ---------------------------- | ----------- | ------------ | ---- |
| 51 | Franzburger Straße 8 (Karte) | Bauernhaus  |              |      |
| 52 | Zum Bruch 7 (Karte)          | Häuslerei   |              |      |

## Buchholz
| ID   | Lage                               | Bezeichnung                                    | Beschreibung | Bild |
| ---- | ---------------------------------- | ---------------------------------------------- | ------------ | ---- |
| 466B | An der Eichenallee (Karte)         | Gutshaus mit Park, Eichenallee                 |              |      |
| 247A | Hauptstraße 10 (Karte)             | Gutsanlage mit Gutshaus                        |              |      |
| 247B | Hauptstraße 11 (Karte)             | Wohnhaus (an der Gutsanlage) und Feldsteinhaus |              |      |
| 247C | Hauptstraße 13 (Karte)             | Haus an der Gutsanlage                         |              |      |
| 466A | Hohenbarnekow-Eichenalle 8 (Karte) | Gutshaus mit Park, Eichenallee und Gutsstall   |              |      |

## Gremersdorf
| ID  | Lage               | Bezeichnung | Beschreibung                                                                                          | Bild           |
| --- | ------------------ | ----------- | --- | -------------- |
| 354 | Dorfstraße (Karte) | Kapelle     | Der Sakralbau entstand im Jahr 1954. Im Innern steht eine neuzeitliche, schlichte Kirchenausstattung. | Weitere Bilder |

## Hohenbarnekow
| ID   | Lage                  | Bezeichnung    | Beschreibung | Bild |
| ---- | --------------------- | -------------- | --- | ---- |
| 466C | Eichenallee (Karte)   | Gutshaus, Park | 2-gesch., 11-achs. Putzbau aus der Mitte des 19. Jh., 1966 stark vereinfacht, 2008 Dachstuhl ausgebrannt, die Richtenberger Wohnungsgesellschaft lässt das Gebäude verfallen. |      |
| 466D | Eichenallee (Karte)   | Gutshaus, Park | |      |
| 466E | Eichenallee 3 (Karte) | Gutsstall      | |      |
| 466F | Eichenallee 3 (Karte) | Gutsstall      | |      |

## Neumühl
| ID  | Lage               | Bezeichnung | Beschreibung                                                                                                | Bild |
| --- | ------------------ | ----------- | --- | ---- |
| 658 | Zum Werder (Karte) | Gutspark    | 1-gesch. Feldsteinbau von 1954 mit Satteldach und Zwerchgiebel nach Plänen von Kirchenbaurat Franz Schwarz. |      |

## Pöglitz
| ID   | Lage                  | Bezeichnung                                     | Beschreibung | Bild |
| ---- | --------------------- | ----------------------------------------------- | --- | ---- |
| 697C | Lindenallee (Karte)   | Gutsanlage (Kapelle)                            | |      |
| 697D | Lindenallee (Karte)   | Gutsanlage (Lindenallee)                        | |      |
| 697B | Lindenallee 5 (Karte) | Gutsanlage (Gutshaus, Park, Wirtschaftsgebäude) | Gut zuletzt (ab 18. Jh.) der Familie von Schlagenteuffel. |      |
| 697A | Lindenallee 7 (Karte) | Gutsanlage (Gutshaus, Park)                     | Neogotischer, 2-gesch., 17-achs. Putzbau von um 1860 mit zwei Seitengiebel und dem heute 3-gesch. Mittelgiebel, 1982 Umbau und Entfernung vieler gestalterischer Elemente, 1998 verkauft. |      |

## Wolfsdorf
| ID   | Lage    | Bezeichnung                                                                                   | Beschreibung | Bild           |
| ---- | ------- | --------------------------------------------------------------------------------------------- | ------------ | -------------- |
| 1190 | (Karte) | Kirche mit Friedhof (Feldsteinmauer, zwei Grabplatten 18. Jh. und gusseiserne Kreuze 19. Jh.) |              | Weitere Bilder |

## Quelle
- Denkmalliste des Landkreises Vorpommern-Rügen